# 西安交通大学电气工程学院
西安交通大学电气工程学院，是西安交通大学的一个学院，其前身为成立于1908年的邮传部上海高等实业学堂（交通大学前身）电机专科，是中国高等教育创办最早的电工学科。

## 历史
- 1908年：邮传部上海高等实业学堂电气机械科成立，下分电力工程科和电信两门，学制为三年。
- 1928年：电机科改称为电机工程学院
- 1945年：1945年抗战胜利，交通大学渝校回迁与沪校合并，电机工程系将电力门和电信工程门改称为组。钟兆琳兼任系主任。
- 1952年：新中国成立后国家进行院系调整，同济大学，泸江大学，震旦大学，大同大学及上海工专等五校的电机系并入。
- 1957年：交通大学西迁，电工器材制造系和电力工程系及其所有专业大部分教职工及设备随迁至西安。
- 1978年：电机工程系改称为电气工程系。
- 1993年：学校在电气工程系基础上建立电气工程学院[2]

## 系所设置
- 电机电器及其控制系
- 工业自动化系
- 高电压与绝缘技术系
- 电力工程系

### 重点实验室及中心

#### 国家
- 电力设备电气绝缘国家重点实验室

#### 教育部
- 电工电子教学实验中心（国家工科基础课程电工电子教学基地）

#### 陕西省
- 陕西省智能化电器及CAD工程研究中心[1]

## 著名校友
钟兆琳 邱爱慈 江泽民 邹韬奋 陆定一 王安 蒋正华 李盛涛 彭宗仁